# 亚历克斯·布拉德利
亚历克斯·布拉德利三世（英語：Alex Bradley III，1959年10月30日—），美国NBA联盟前职业篮球运动员。他在1981年的NBA选秀中第4轮第17顺位被纽约尼克斯选中。